# Heulandite-Ba
L'heulandite-Ba (simbolo IMA: Hul-Ba) è un minerale del gruppo delle zeoliti, all'interno del quale viene collocato nel sottogruppo dell'heulandite; appartiene alla famiglia dei "silicati" e possiede composizione chimica (Ba,Ca,K)5(Si27Al9)O72 • 22H2O

## Etimologia e storia
L'heulandite fu descritta da Henry James Brooke, che chiamò il minerale in onore del collezionista e commerciante di minerali inglese John Henry Heuland (1778-1856) che l’aveva rinvenuta nell'est dell'Islanda, a Teigarhorn. Il suffisso Ba sta a indicare il catione predominante, in questo caso il bario, in accordo con la riorganizzazione della nomenclatura delle zeoliti.

## Classificazione
La classica nona edizione della sistematica dei minerali di Strunz, aggiornata dall'Associazione Mineralogica Internazionale (IMA) fino al 2009, l'heulandite-Ba è elencata nella classe "9. Silicati (germanati)" e nella sottoclasse "9.G Tettosilicati con H2O zeolitica; famiglia della zeolite"; questa viene ulteriormente suddivisa in base alla struttura del minerale in modo da trovare l'heulandite-Ba nella sezione "9.GE Catene di tetraedri T10O20" dove insieme a diversi minerali tra cui la clinoptilolite-Ca, clinoptilolite-K, clinoptilolite-Na, heulandite-Ca, heulandite-K, heulandite-Na e heulandite-Sr forma il sistema nº 9.GE.05.
Tale classificazione viene mantenuta anche nell'edizione successiva, proseguita dal database "mindat.org" e chiamata Classificazione Strunz-mindat.
Nella Sistematica dei lapis (Lapis-Systematik) di Stefan Weiß l'heulandite-Ba si trova nella classe dei "silicati" e nella sottoclasse dei "tectosilicati (con zeoliti)"; qui forma il "gruppo delle zeoliti; zeoliti fogliate" con il numero di sistema VIII/J.23 insieme a heulandite-Na, heulandite-K, heulandite-Ca, heulandite-Sr, clinoptilolite-Na, clinoptilolite-K, clinoptilolite-Ca, stilbite-Na, stilbite-Ca, barrerite, stellerite, goosecreekite, epistilbite, brewsterite-Sr e brewsterite-Ba.
Anche la classificazione dei minerali secondo Dana, usata principalmente nel mondo anglosassone, l'heulandite-Ba si trova nella famiglia dei "silicati"; qui è nella classe dei "tectosilicati; gruppo delle zeoliti" e nella sottoclasse delle "zeoliti originali" dove si trova nella sezione dell' "heulandite e specie correlate" dove forma il sistema nº 77.01.04.

## Abito cristallino
L'heulandite-Ba cristallizza nel sistema monoclino nel gruppo spaziale C2/m (gruppo nº 12) con i parametri di cella a = 17,738 Å, b = 17,856 Å, c = 7,419 Å e β = 116,55°, oltre ad avere 1 unità di formula per cella unitaria.

## Origine e giacitura
L'heulandite-Ba si forma come minerale in fase avanzata nelle vene idrotermali di quarzo-calcite; la paragenesi è con acantite, argento nativo, armotomo, barite, calcite, calcopirite, fluorite, galena, sfalerite e altre zeoliti della serie dell'heulandite.
L'heulandite-Ba è un minerale piuttosto raro ed è stato trovato solo in pochi siti; si conoscono la sua località tipo presso la miniera di argento "Vinoren" presso Flesberg, ma anche la miniera "Bratteskjerpet" presso Kongsberg, Vang e Sel, tutti in Norvegia; la miniera di "Whitesmith" presso Fort William and Ardnamurchan (Scozia); a Calgary (nell'Alberta, in Canada); Tosa (prefettura di Kōchi, in Giappone); Chvaletice (distretto di Pardubice, Repubblica Ceca).

## Forma in cui si presenta in natura
L'heulandite-Ba forma cristalli tabulari spessi, trapezoidali, di dimensioni fino a 4 mm, ma anche aggregati fino a diversi cm.
Il minerale, da trasparente a traslucido, mostra lucentezza da vitrea a perlacea. Può essere da incolore a bianco, ma anche bianco-giallastro pallido o beige pallido; il colore del suo striscio è bianco.